# Glasroede

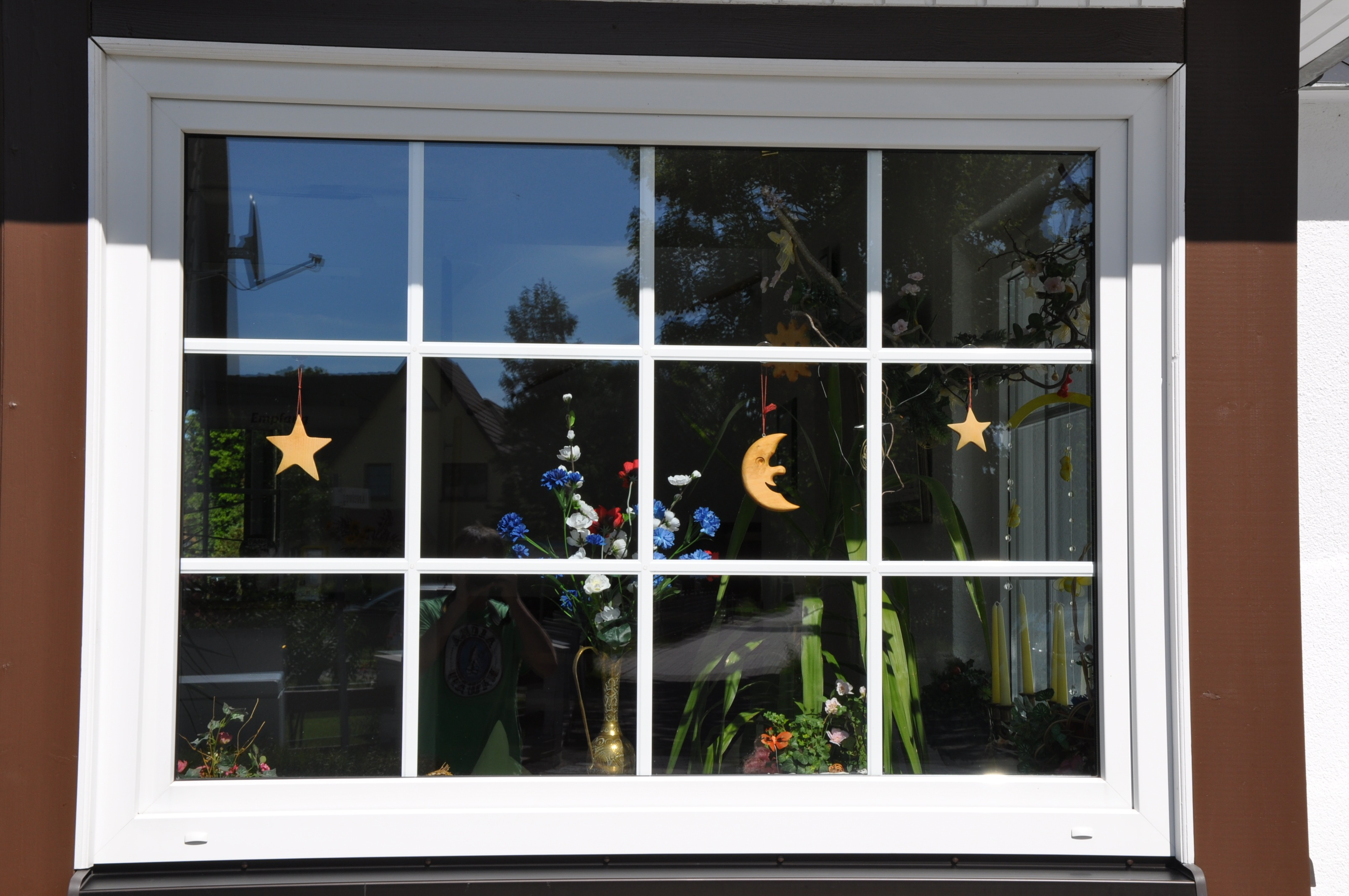
Kozijn met roeden

Een glasroede, of kortweg roede, is een horizontale of verticale houten of metalen staaf waarin glas is gezet of gevat. Dergelijke staven maken een bepaalde onderverdeling van vensterglas mogelijk, de 'roedeverdeling'.
Roeden werden vooral toegepast in een tijd dat het niet of nauwelijks mogelijk was om glas in grote oppervlaktes te maken. Ze zijn in historische gebouwen aan te treffen en zijn uitgevoerd in hout of ijzer. Glasroeden kunnen als decoratief element gebruikt worden, zoals bij gebouwen van de Amsterdamse School waar men vaak zogenaamde laddervensters tegenkomt.
Omdat de kleine ramen bewerkelijker zijn om schoon te maken, werden en worden ze nogal eens vervangen door roedeloze ramen. Aan de andere kant worden ook moderne kozijnen geproduceerd met roeden in kunststof en dubbelglas.